# El Realejo
El Realejo ist eine Hafenstadt und ein Municipio im Westen des Departamentos Chinandega im mittelamerikanischen Staat Nicaragua. Über die Meerenge Estero Doña Paula ist das Haff von Realejo mit dem Pazifik verbunden.

## Geschichte
El Realejo wurde innerhalb der ersten fünf Jahre der Konquista von Nicaragua errichtet und entwickelte sich bald zum wichtigsten Hafen im Bistum Nicaragua.
In Realejo gab es eine Zollstation, was zum Wohlstand der Stadt beitrug.
Ende des 16. Jahrhunderts gab es in Realejo wohlhabende Bürger, fette Beute für Piraten, welche die Existenz der Hafenstadt bedrohten.
William Dampier berichtete 1685 über den Volcan de San Christobal, dass er tagsüber rauchte und in der Nacht leuchtete und so den Bucaneros als Leuchtturm diente. Sie landeten 1697 in der Bucht von El Realejo und überfielen die Stadt Leon.
1845, im  Guerra de Malespín, sollte über den Hafen von Realejo das belagerte Leon mit Waffen versorgt werden, aber die Schiffsladung mit Waffen fiel in die Hände der Belagerer.
Auch der Filibustero William Walker (Söldner), suchte über Realejo Nicaragua heim.
Bei einem der zahlreichen Piratenangriffen wurde im 17. Jahrhundert das Kloster Convento San Francisco zerstört. In der Folge wurde Realejo verlassen.
Mit dem Bau des Hafens von Corinto 1875 ging die Bedeutung von El Realejo zurück.

## Wirtschaft
Der Hauptwirtschaftszweig ist die Landwirtschaft – Reis, Mais, Sesam, Maniok, Bananen und insbesondere Rohrzucker. Daneben werden Langusten und Vieh gezüchtet. Wer dort keine Anstellung findet, betätigt sich als Fischer oder Krebsjäger.

## Sehenswürdigkeiten
Es gibt Spuren der Vergangenheit in der Stadt. Ein paar Häuserblocks vom kleinen Zentralpark befinden sich die Ruinen des Convento San Francisco. Die Kirche San Benito liegt dem Zentralpark gegenüber. Im Rathaus befindet sich eine kleine Ausstellung mit archäologischen Fundstücken. Bei einer Bootsfahrt zur Estero Doña Paula können die Mangroven und ihre Fauna beobachtet werden.
Früher überquerte eine Eisenbahnbrücke die Furt Paso Caballos im Westen von El Realejo.
Heute gibt es hier einige Restaurants mit Blick auf den Pazifik, die tropische Savanne und den Volcan de San Christobal.